# Palookaville (film)
Palookaville è un film del 1995 diretto da Alan Taylor.

## Trama
Jerry ed i suoi due amici, Russ e Sydney, sono in cerca di soldi facili che li aiutino a rifarsi una vita fuori città. Disoccupati, passano il loro tempo a chiacchierare in una tavola calda. Infine ecco l'ispirazione: faranno una rapina con armi giocattolo.

## Distribuzione
- Italia: Palookaville, 7 settembre 1995[1]
- Grecia: Palookaville, novembre 1995[2]
- Paesi Bassi: Palookaville, 12 settembre 1996
- Stati Uniti d'America: Palookaville, 25 ottobre 1996
- Germania: Kleine Gangster, grosse Kohle, 28 novembre 1996
- Svizzera: Palookaville, 10 gennaio 1997
- Regno Unito: Palookaville, 25 luglio 1997
- Norvegia: Palookaville, 8 agosto 1997
- Giappone: Palookaville, 31 agosto 1997
- Spagna: Palookaville, 18 settembre 1997
- Ungheria: Palookaville, 29 giugno 2005[3]

## Riconoscimenti
- 1995 - Thessaloniki Film Festival
  - Candidatura Regista dell'anno
- 1997 - Tromsø International Film Festival
  - Premio del pubblico - Regista dell'anno
- 1998 - London Critics Circle Film Awards
  - ALFS Award - Produttore britannico dell'anno